# 橡樹嶺 (佛羅里達州)
橡樹嶺（英語：Oak Ridge）是位於美國佛羅里達州橙縣的一個人口普查指定地區。

## 地理
橡樹嶺的座標為28°28′29″N 81°25′15″W / 28.47472°N 81.42083°W，而該地最高點為海拔高度27米（即89英尺）。

## 人口
根據2010年美國人口普查的數據，橡樹嶺的面積為9.70平方千米，當中陸地面積為9.20平方千米，而水域面積為0.50平方千米。當地共有人口22685人，而人口密度為每平方千米2,338人。